# アートグリーン
アートグリーン株式会社（英文社名：ArtGreen Co.,Ltd.）は、東京都江東区福住に本社を置く胡蝶蘭等の卸売業者。

## 概要
アートグリーンは1991年に東京都港区芝浦で創業された企業で、法人向けの贈答用胡蝶蘭の生産及び卸売を手掛ける。2015年に名古屋証券取引所セントレックスに上場した。

## 沿革
- 1991年 - 東京都港区芝浦でアートグリーン有限会社を設立[6]。
- 1996年 - アートグリーン株式会社に組織変更[6]。
- 2007年 - 東京都港区海岸に本社を移転[6]。
- 2015年12月18日 - 名古屋証券取引所セントレックスに上場[6]。
- 2018年 - 東京都江東区に本社を移転[6]。
- 2022年4月4日 - 名古屋証券取引所の市場区分見直しにより、名証ネクストへ移行。